# کشتن (مونیکیپالیتی)
کشتن (به آلمانی: Kesten) یک شهر در آلمان است که در برنکاستل-ویتلیش واقع شده‌است. کشتن ۳۴۷ نفر جمعیت دارد.